# CD Андромеды
CD Андромеды (лат. CD Andromedae), HD 8684 — двойная затменная переменная звезда типа Алголя (EA) в созвездии Андромеды на расстоянии (вычисленном из значения параллакса) приблизительно 1202 световых лет (около 368 парсеков) от Солнца. Видимая звёздная величина звезды — от +10,4m до +9,9m. Орбитальный период — около 68,8832 суток.

## Характеристики
Первый компонент — жёлто-белая звезда спектрального класса F8. Радиус — около 7,07 солнечных, светимость — около 38,579 солнечных. Эффективная температура — около 5410 K.